# Bevrijdingstunnel
De Bevrijdingstunnel is een tunnel voor het wegverkeer op de Belgische autosnelweg A12 nabij Antwerpen Kiel. De tunnel bestaat uit twee aparte kokers met diepwanden zonder pechstrook en pechhavens en is gelegen onder het Jan De Vosplein/generaal Roberts-plantsoen, aan het begin van de A12 (gezien vanuit Antwerpen) in de richting van Brussel. Wanneer de tunnel opengesteld werd voor het verkeer is minder duidelijk. Vermoedelijk gebeurde dit in 1978. De Bevrijdingstunnel is 350 m lang en dagelijks maken ongeveer 40.000 voertuigen gebruik van de tunnel. De snelheid is beperkt tot 70 km/h.
Bevrijdingstunnel · Blauwtorentunnel · Bolivartunnel · Jeanne Brabantstunnel · Jos Brabantstunnel · Craeybeckxtunnel · Frans Tijsmanstunnel · Gasthuistunnel · Jan De Vostunnel · Kennedytunnel · Krijgsbaantunnel · Liefkenshoektunnel · Sint-Annatunnel · Van Eycktunnel · Valaartunnel · Waaslandtunnel